# Horacio Peterson
Horacio Callao (Coquimbo, Chile; 24 de abril de 1922 - Caracas, Venezuela; 26 de noviembre de 2002) conocido por su nombre artístico Horacio Peterson fue un actor, guionista, director de teatro y cine chileno con una amplia carrera en Argentina y Venezuela. En 1971 funda el Laboratorio Teatral Anna Julia Rojas, institución que permanece en funciones hasta la actualidad.

## Infancia
Desde muy temprana edad sus padres cultivaron en él y en sus hermanos el interés por las artes, así lo comenta Peterson al rememorar su infancia:  
Mi padre, que era un hombre muy sensible, nos leía mucho, hablaba y recitaba, lo cual permitió que aprendiésemos muchas cosas: supimos qué era la ópera, nos enteramos de quién era Caruso, en tanto que mamá, por otro lado, nos enseñaba las zarzuelas de moda. Así transcurrió mi infancia, hasta que nos mudamos a Santiago de Chile.
Aunado a ello, la iglesia de la comunidad donde creció contaba con un teatrino, donde el pastor en turno escribió numerosas obras con fines religiosos y que Horacio representaría para sus vecinos. Al vivir en una zona costera, era rutina para él escuchar los relatos de marineros, en especial los del australiano Patrick Peterson, padrino de uno de sus mejores amigos que les narraba grandes anécdotas sobre la vida y su amplia experiencia en el mar. Es por él que toma Horacio el apellido Peterson tiempo después cuando desea tener un nombre artístico.
Luego de un viaje a Australia a sus doce años, regresa a Taltal un pueblo cercano a la frontera con Perú donde junto a sus tías seguirá admirando el mundo del teatro. A los catorce años, motivado por su hermano, comenzó a participar como figurante en las óperas que se presentaban en el Teatro Municipal de Santiago, con el propósito de ganar dinero extra, pero que en palabras de Horacio: “fue allí donde verdaderamente comencé a sentir el prurito de la actuación”.

## Primeros pasos en Chile y Argentina
En Santiago de Chile, tomó clases de ballet, pintura y tap, sin abandonar la búsqueda de papeles pequeños en obras teatrales. Chilefilms, una empresa de televisión y cine que estaba en auge para el momento, también ofrecía talleres de interpretación que el joven Horacio recibió.
Luego de ser elegido para actuar en la película Los viajes de Simbad, la producción de la misma tardó en comenzar, dándole a Peterson el tiempo suficiente para iniciar en la Escuela de Teatro Experimental de la Universidad de Chile. En 1945, esta escuela se profesionaliza y posiciona como el grupo más importante de la ciudad con el montaje de “Nuestro Pueblo” del escritor norteamericano Thorton Wilder, dirigido por Pedro de la Barra, donde Horacio Peterson representaba el papel protagónico.
En paralelo, consiguió roles pequeños en algunas películas donde destaca Amarga verdad, una película chileno-argentina dirigida por el famoso director argentino Carlos Borcosque. Al ver su participación en este film, el director Carlos Schlieper lo contrata para ser la coestrella en la película La casa está vacía con el famoso actor español Ernesto Vilches. Este sería el inicio de una temporada de producciones cinematográficas que lo conducirán a Argentina para convertirse en actor de cine. Bajo el sello de Estudios Lumiton participó en Con el diablo en el cuerpo (1947), y La muerte camina bajo la lluvia (1948).

## Primeros pasos en Venezuela
Llega a Venezuela procedente de Argentina en 1949 con el grupo que acompañó a Juana Sujo para filmar una película. Al cesar las actividades de realización en Bolívar Films, Peterson se integra al Teatro del Ateneo de Caracas.

## Carrera en los medios de difusión masiva

### Radio
Se desempeña como actor de radio, en Radio Nuevo Mundo, en Chile, en un curioso programa llamado La hora rusa, dedicado a la difusión de textos de jóvenes poetas soviéticos, dirigido por Lenka Franulic y Pablo Neruda.

### Cine
En 1946 trabajó en Argentina contratado por el sello argentino Lumiton, donde permaneció por un corto tiempo. Allí filma las películas Con el diablo en el cuerpo (1947) con Susana Freyre y Juan Carlos Thorry, y La muerte camina en la lluvia (1948) junto a Olga Zubarry y Guillermo Battaglia. Ambas películas bajo la dirección de Carlos Hugo Christensen. Acompaña al mismo como asistente de dirección en La trampa.
Trabaja en Bolívar Films como asistente de dirección junto a Carlos Hugo Christensen, Susana Freyre, Juan Caros Thorry, Juan Corona y Juana Sujo. La primera película en la que trabajó en el territorio venezolano fue La Balandra Isabel llegó esta tarde.

### Televisión
A partir de 1955 en simultáneo a su rol de Director en el Teatro del Pueblo y docente en la Escuela de Teatro del Ateneo se desempeña en el mundo televisivo. Dirige Ateneo, un programa cultural de televisión transmitido en el Canal 5 por 3 años; hace libretos para la Shell con temas de su autoría o inspirados en personajes históricos para el programa Domingo a las nueves y también escribe para la compañía Palmolive destinados al programa Ciclorama basados en temas de misterio y suspenso. Más adelante adapta obras teatrales a la televisión como Madre coraje, de Bertolt Brecht. En 1955 escribe su primera novela Tambores en la colina, para Televisa, canal 4.

## Carrera en el teatro
A partir de su llegada a Venezuela empieza a involucrarse en la escena teatral. En los años 50 dirige tanto en el Ateneo de Caracas como en el Teatro del Pueblo. En 1954 se involucra en una serie de giras por el interior del país para la Sociedad Venezolana de Teatro. Renuncia a su cargo como director del Teatro del Pueblo en 1958. Fundó el Pequeño Teatro de Ensayo del Ateneo de Caracas para los egresados de la Escuela de Teatro en 1964. Creó el Teatro Experimental de Arquitectura (TEA) perteneciente a la Universidad Central de Venezuela a principios de los setenta. En 1971 se dedica a hacer un teatro “más ligero” en el Teatro Chacaíto. Allí dirige obras como Libres son las mariposas de Leonard Gershe. La última etapa de su vida teatral la desempeña en el Laboratorio Anna Julia Rojas, el cual funda con Esteban Herrera y la misma Anna Julia Rojas.

### Ateneo de Caracas 1951-1971
En 1951, Anna Julia Rojas, presidenta del Ateneo de Caracas, le propone sumarse a la creación de una escuela de teatro para dicha institución junto con Esteban Herrera y Bladko Koss, sin remuneración.
Allí dirige más de 20 obras entre ellas:
| Obra                                  | Autor                | Fecha |
| ------------------------------------- | -------------------- | ----- |
| Los días felices                      | Claude André Puget   | 1953  |
| Lluvia                                | Somerset Maugham     | 1953  |
| Armino                                | Jean Anouilh         | 1953  |
| La hora radiante                      | Keith Winter         | 1953  |
| Vidas privadas                        | Noel Coward          | 1953  |
| Llamado de medianoche                 | Frederick Knott      | 1954  |
| Esquina peligrosa                     | J.B. Priestly        | 1955  |
| La casa                               | Ramón Díaz Sánchez   | 1955  |
| Más allá del horizonte                | Eugene O’Neill       | 1956  |
| Calígula                              | Albert Camus         | 1958  |
| La Rubiera                            | Ida Gramko           | 1958  |
| Verano y humo                         | Tennessee Williams   | 1958  |
| Estupendo Cornudo                     | Fernand Crommerlynck | 1959  |
| Manuela Sáenz                         | Luis Peraza          | 1960  |
| Rinocerontes                          | Eugene Ionesco       | 1961  |
| Melissa y el yo                       | Elizabeth Schön      | 1961  |
| Años de bachillerato                  | José André Lacour    | 1962  |
| Hamlet                                | William Shakespeare  | 1963  |
| Animales feroces                      | Isaac Chocrón        | 1963  |
| Callejón sin salida                   | Sydney Kingsley      | 1965  |
| La mujer que tenía el corazón pequeño | Fernand Commerlynck  | 1965  |
| Fuente Ovejuna                        | Lope de Vega         | 1966  |
| Marat Sade                            | Peter Weiss          | 1968  |
| Mecanismos                            | Horacio Peterson     | 1970  |
| Los Rossemberg no deben morir         | Alan Decaux          | 1970  |

Según la opinión del mismo Peterson, Marat-Sade fue su obra maestra.
“Fue un gran éxito y estuvo en 1968 cuatro meses y medio con la sala llena de espectadores. También fue muy polémica, no sólo por el texto y el tema, sino porque fue el primer montaje teatral venezolano que incluyó desnudos, específicamente uno masculino y dos femeninos. Para la época, era un escándalo e implicaba problemas morales que el teatro venezolano fue superando progresivamente.”

### Primer Festival de Teatro Venezolano (1959) y Federación Venezolana de Teatro (1960)
Organiza el Primer Festival de Teatro Venezolano para el Ateneo de Caracas y Pro-Venezuela que da origen a la fundación de la Federación Venezolana de Teatro que Peterson preside e integrada por todos los grupos teatrales que participaron en el festival.

### Laboratorio Teatral Anna Julia Rojas (1971)
Al retirarse del Ateneo de Caracas, en 1971 funda junto a Esteban Herrera y la propia Anna Julia Rojas, el Laboratorio Teatral Anna Julia Rojas. Esta institución, que permanece en funciones en la actualidad, tiene como objetivo la experimentación sobre el terreno de la interpretación, tomando diferentes técnicas y estilos, con un sistema de valoración que no contempla calificaciones o exámenes, sino una enseñanza en continuo avance que promueve a su vez la autoevaluación. Enfocada en dos ejes fundamentales de formación, a saber, la interpretación y la producción teatral, el proyecto lo caracteriza la exploración sobre la venezolanidad y las capacidades expresivas que la contienen.  
Es en esta etapa donde puede evidenciarse de manera clara cómo concebía Horacio Peterson la educación teatral. En diferentes oportunidades manifestó su desacuerdo con el aprendizaje mecánico (cita texto perro y la rana) de conceptos fundamentales, y de textos teatrales. Para él, era importante que el estudiante entendiera el contexto de lo que estaba leyendo, para que así de forma orgánica pudiese entender el significado. Así mismo, creía que antes de adentrarse hacia la representación de un personaje era vital comprender el mundo que lo sostenía, sus emociones y pensamientos, en orden de que la actuación fuese creíble.
El Procedimiento Peterson, es una metodología que se desarrolla en esta época y que tiene como principio trabajar a partir de ejercicios escritos por los mismos estudiantes, teniendo como punto de partida anécdotas personales. Estos ejercicios evolucionan, en relación con las necesidades y capacidades del grupo que las practica, hacia una creación colectiva final con los mejores textos elegidos de manera horizontal por los mismos participantes, quienes además deberán elegir un director y equipo de producción. Este Procedimiento se mantuvo en continua transformación a manos de Peterson antes de su muerte, pero siempre conservando la estructura principal.

## Premios y condecoraciones
- Gana Mejor Dirección teatral “Una mínima incandescencia” escrita por Isaac Chocrón, en el Segundo Festival de Teatro Venezolano en 1961.
- Orden Amigo de Venezuela en el IV Centenario de Caracas.
- Orden Francisco de Miranda, Primera Clase
- Orden Mérito al Trabajo, Primera Clase
- Orden Diego de Losada
- En 1985 obtiene el Premio Nacional de Teatro y lo incorporan a la Orden Amigo de Venezuela al cumplirse el cuarto centenario de la fundación de Caracas.
- En Chile, en 1993, el Gobierno lo distingue con el grado de Comendador de la orden Gabriela Mistral. En sus años finales preside en Venezuela el Consejo Nacional de Teatro y publica el libro La relación humana en un laboratorio de formación teatral dedicado a los estudiantes de teatro.

## Filmografía
Como actor:
● 1947: Amarga verdad.
- 1950: La Balandra Isabel llega esta tarde.
- 1948: La muerte camina en la lluvia.
- 1947: Con el diablo en el cuerpo.
- 1946: El diamante del Maharaja.
- 1945: La casa está vacía.
- 1944: Hollywood es así.
- 1942: Un hombre de la calle.

Como asistente de dirección:
- 1951: Territorio Verde.
- 1950:  Amanecer a la vida.
- 1950: La balandra Isabel llegó esta tarde.